# Kyūkyū Sentai GoGo Five
Gingaman Time Rangers
Kyūkyū Sentai GôGô Five (救急戦隊ゴーゴーファイブ, Kyūkyū Sentai GōGō Faibu, littéralement GôGô Five, l'escadron des premiers secours) est une série télévisée japonaise du genre sentai en 50 épisodes de 25 minutes produite en 1999.

## Synopsis
La démoniaque famille Psyma envisage un jour d'envahir la Terre. Mais le Dr Mondo Tatsumi, qui avait prédit cet évènement, confie a ses enfants la tâche de contrer ce projet.

## Personnages

### GôGô Five
- Matoi Tatsumi (巽 纏, Tatsumi Matoi?) / Gô Red (ゴーレッド, Gō Reddo?) :
- Nagare Tatsumi (巽 流水, Tatsumi Nagare?) / Gô Blue (ゴーブルー, Gō Burū?) :
- Shô Tatsumi (巽 鐘, Tatsumi Shō?) / Gô Green (ゴーグリーン, Gō Gurīn?) :
- Daimon Tatsumi (巽 大門, Tatsumi Daimon?) / Gô Yellow (ゴーイエロー, Gō Ierō?) :
- Matsuri Tatsumi (巽 祭, Tatsumi Matsuri?) / Gô Pink (ゴーピンク, Gō Pinku?) :

L'appel nominal se conclut par « ! ! Kyūkyū Sentai GoGo Five, ! » (「人の命は地球の未来！燃えるレスキュー魂！救急戦隊ゴーゴーファイブ、出場！」, « Hito no inochi wa Chikyū no mirai! Moeru resukyū tamashī! Kyūkyū Sentai GōGō Faibu, shutsujō! »)

### Alliés
- Dr Mondo Tatsumi (巽 世界博士, Tatsumi Mondo-hakase?) : le père des GôGô Five.
- Ritsuko Tatsumi (巽 律子, Tatsumi Ritsuko?) (épisodes 42, 49 et 50) : la mère des GôGô Five.
- robot d'analyse, Mint (アナライズロボ・ミント, Anaraizu Robo Minto?) :

### Famille Psyma
La famille Psyma (災魔一族, Saima Ichizoku) est une famille de démons rêvant de conquérir la Terre.
- Grande sorcière, Grandiene (大魔女 グランディーヌ, Daimajo Gurandīnu?) (épisodes 11-12, 19-50) : C'est la cheffe de la famille, ainsi que la mère de cinq enfants :
  - Roi des Ténèbres, Gil (闇王 ギル, Yami-ō Giru?)
  - Roi sombre, Zylpheeza (冥王 ジルフィーザ, Mei-ō Jirufīza?) (épisodes 2-22, 32, 47-49)
  - Baron animal, Cobolda (獣男爵 コボルダ, Jūdanshaku Koboruda?) (épisodes 2-48)
  - Princesse maléfique, Venus (邪霊姫 ディーナス, Jareiki Bīnasu?) (épisodes 2-47)
  - Prince dragon, Salamandes (龍冥王 サラマンデス, Ryū-meiō Saramandesu?) (épisodes 26-43, 49)

- le Maître des sorts, Pierre (呪士 ピエール, Jushi Piēru?) (épisodes 2-50, Timeranger vs. GoGoFive) est chargé de créer les bêtes Psyma et de les faire renaître à la suite de leur destruction.

- Les Imps familiers (使い魔インプ, Tsukaima Inpu?) sont les fantassins de la famille.
- Les bêtes Psyma (サイマ獣, Saimajū?) sont les démons de calamité envoyés sur Terre par la famille.

## Arsenal
- Gô Gô Brace (ゴーゴーブレス, Gō Gō Buresu?) : transformateur des GôGô Five. Ils revêtent leurs armures par la commande « Équipement ! » (「着装！」, « Chakusō! »?)
- Five Laser (ファイブレイザー, Faibu Reizā?) : Arme individuelle des GôGô Five. Il possède un mode « pistolet » et un mode « épée ».
- Rescue Ropes (レスキューロープ, Resukyū Rōpu?) : Cordes individuelles des GôGô Five.
- V-Lancer (ブイランサー, Bui Ransā?) (épisode 18) :
- V-Boomerang (ブイブーメラン, Bui Būmeran?) :
- V-Machine Gun (ブイマシンガン, Bui Mashin Gan?) : Union du V-Lancer du Five Laser.
- Gô Blaster (ゴーブラスター, Gō Burasutā?) (épisode 29) :
- Outil multi-fonctions Life Bird (多目的の変換ツールライフバード, Tamokuteki no henkan tsūru Raifu Bādo?) : Oiseau mécanique formé à partir des cinq armes suivantes :
  - Claw Anchor (クローアンカー, Kurō Ankā?) : Arme personnelle de Gô Red.
  - Build Discharger (ビルドディスチャージャー, Birudo Disuchājā?) : Arme personnelle de Gô Blue.
  - Wing Spreader (ウイングスプレッダー, Uingu Supureddā?) : Arme personnelle de Gô Green.
  - Beak Driller (ビークドリラー, Bīku Dorirā?) : Arme personnelle de Gô Yellow.
  - Tail Injector (テイルインジェクター, Teiru Injekutā?) : Arme personnelle de Gô Pink.

## Mechas
- Victory Walker (ビクトリーウォーカー, Bikutorī Uōkā?) : formé à partir des trois véhicules suivants :
  - 99 Machine: Blue Thrower (９９マシン ブルースローワー, Kyūkyū Kashin Burū Surōwā?) : piloté par Gô Blue.
  - 99 Machine: Yellow Armor (９９マシン イエローアーマー, Kyūkyū Mashin Ierō Āmā?) : piloté par Gô Yellow.
  - 99 Machine: Pink Aider (９９マシン ピンクエイダー, Kyūkyū Mashin Pinku Eidā?) : piloté par Gô Pink.

- Victory Robot (ビクトリーロボ, Bikutorī Robo?) : formé à partir des cinq véhicules suivants :
  - 99 Machine: Red Ladder (９９マシン レッドラダー, Kyūkyū Mashin Reddo Radā?) : piloté par Gô Red.
  - 99 Machine: Blue Thrower (９９マシン ブルースローワー, Kyūkyū Kashin Burū Surōwā?) : piloté par Gô Blue.
  - 99 Machine: Green Hover (９９マシン グリーンホバー, Kyūkyū Mashin Gurīn Hobā?) : piloté par Gô Green.
  - 99 Machine: Yellow Armor (９９マシン イエローアーマー, Kyūkyū Mashin Ierō Āmā?) : piloté par Gô Yellow.
  - 99 Machine: Pink Aider (９９マシン  ピンクエイダー, Kyūkyū Mashin Pinku Eidā?) : piloté par Gô Pink.

L'assemblage a lieu à partir de la commande « Fusion d'urgence ! » (「緊急合体！」, « Kinkyū Gattai! »). Il est armé de l'épée Braver (ブレバーソード, Burebā Sōdo). Au moment de porter le coup de grâce, les GôGô Five disent « Victory Prominence! » (「ビクトリープロミネンス！」, « Bikutorī Purominensu! »).
- Grand Liner (グランドライナー, Gurando Rainā?) : formé à partir des cinq véhicules suivants :
  - GoLiner 1 (ゴーライナー１, Gorainā Wan?)
  - GoLiner 2 (ゴーライナー２, Gorainā Tsū?)
  - GoLiner 3 (ゴーライナー３, Gorainā Surī?)
  - GoLiner 4 (ゴーライナー４, Gorainā Fō?)
  - GoLiner 5 (ゴーライナー５, Gorainā Faibu?)

L'assemblage a lieu à partir de la commande « Fusion liée ! » (「連結合体！」, « Renketsu Gattai! »).
- Liner Boy (ライナーボーイ, Rainā Bōi?) : Formé à partir du Max Liner.

- Max Victory Robot (マックスビクトリーロボ, Makkusu Bikutorī Robo?) : Formé à partir du Victory Robot et du Liner Boy.

- Beetle Mars (ビートルマーズ, Bītoru Māzu?) : formé à partir des cinq véhicules suivants :
  - Red Mars 1 (レッドマーズ１, Reddo Māzu Wan?) : piloté par Gô Red.
  - Blue Mars 2 (ブルーマーズ２, Burū Māzu Tsū?) : piloté par Gô Blue.
  - Green Mars 3 (グリーンマーズ３, Gurīn Māzu Surī?) : piloté par Gô Green.
  - Yellow Mars 4 (イエローマーズ４, Ierō Māzu Fō?) : piloté par Gô Yellow.
  - Pink Mars 5 (ピンクマーズ５, Pinku Māzu Faibu?) : piloté par Gô Pink.

L'assemblage a lieu à partir de la commande « Fusion météore ! » (「流星合体！」, « Ryūsei Gattai! »).
- Victory Mars (ビクトリーマーズ, Bikutorī Māzu?) : formé à partir de Beetle Mars.

- Max Victory Robot Projet Sigma (マックスビクトリーロボシグマプロジェクト, Makkusu Bikutorī Robo Shiguma Purojekuto?)

## Épisodes
1. Rescue Soldiers! Rise Up (救急戦士！起つ（たつ）, Kyūkyū Senshi! Tatsu?)
2. The Psyma Family Tornado! (竜巻く災魔一族！, Tatsumaku Saima Ichizoku!?)
3. The Sibling Bond that Exploded (爆破された兄弟愛（きずな）, Bakuhasareta Kizuna?)
4. Flower Petals in Abnormal Weather (花びらに異常気象, Hanabira ni Ijōkishō?)
5. Time to Become a Hero (ヒーローになる時, Hīrō ni Naru Toki?)
6. The Mold Cometh! (カビが来る！, Kabi ga Kuru!?)
7. The Beautiful Psyma's Trap (美しき災魔のワナ, Utsukushiki Saima no Wana?)
8. Rescue Squadron Activity Suspended (救急戦隊活動停止, Kyūkyū Sentai Katsudō Teishi?)
9. Stolen Abilities! (盗まれた能力（ちから）！, Nusumareta Chikara!?)
10. Proud Yellow (誇りのイエロー, Hokori no Ierō?)
11. The Two Red-Hot Psyma Beasts (灼熱の２大災魔獣, Shakunetsu no Nidai Saimajū?)
12. The Do-or-Die Spirit of the New Coupling Fusion (決死の新連結合体, Kesshi no Shin Renketsu Gattai?)
13. The Younger Brothers' Rebellion (弟たちの反乱, Otōtotachi no Hanran?)
14. The Fearsome Virus (恐怖のウイルス, Kyōfu no Uirusu?)
15. Child Demon Drop Appears (童鬼ドロップ出撃, Dōki Doroppu Shutsugeki?)
16. The Thief and the Psyma Egg (泥棒とサイマの卵, Dorobō to Saima no Tamago?)
17. Matoi's Bridal Candidate (マトイの花嫁候補, Matoi no Hanayome Kōho?)
18. The Counterattacking V-Lancers (逆襲のＶランサー, Gyakushū no Bui Ransā?)
19. A Total Defeat (完全なる敗北, Kanzen naru Haiboku?) (1)
20. Undying Rescue Spirits (不滅の救急（レスキュー）魂, Fumetsu no Resukyū-damashī?) (2)
21. The New 6th Soldier! (６番目の新戦士！, Rokubanme no Shin Senshi!?)
22. The Dark King's Last Decisive Battle (冥王、最後の決戦, Meiō, Saigo no Kessen?)
23. The Spirit Rescue Mission (幽霊救出作戦, Yūrei Kyūshutsu Sakusen?)
24. Little Rescue Soldiers (ちびっ子救急戦士, Chibikko Kyūkyū Senshi?)
25. The Time of the Great Witch's Descent (大魔女降臨の時, Dai Majo Kōrin no Toki?) (1)
26. The Fiery Dragon Prince is Born (炎の龍皇子誕生, Honō no Ryū Ōji Tanjō?) (2)
27. Yellow Leaves the Front (イエロー戦線離脱, Ierō Sensen Ridatsu?)
28. The Kidnapped Boy! (奪われたボーイ！, Ubawareta Bōi!?)
29. The Uneasy Starry Sky (胸騒ぎの星空, Munasawagi no Hoshizora?)
30. Escape! The Planet of Darkness (脱出！暗黒惑星, Dasshutsu! Ankoku Wakusei?)
31. Cut Down the Psyma Zone (切り裂け災魔空間（ゾーン）, Kirisake Saima Zōn?) (1)
32. Wedding Bells (ウェディングベル, Wedingu Beru?) (2)
33. An Innocent Psyma Warrior (ウブな災魔の戦士, Ubu na Saima no Senshi?)
34. Death, Else Destruction (死さもなくば破滅, Shi Samonakuba Hametsu?)
35. The Black Snake's Trap (黒い蛇のトラップ, Kuroi Hebi no Torappu?) (1)
36. Secret Technique! The Tornado Drop (奥義！竜巻落とし, Ōgi! Tatsumaki Otoshi?) (2)
37. The Beauty is a Psyma Beast!? (美女がサイマ獣！？, Bijo ga Saimajū!??)
38. The Infinity Chain, Grandchildren, and Persimmons (無限連鎖と孫と柿, Mugen Rensa to Mago to Kaki?)
39. Break the Infinity Chain! (無限連鎖を断て！, Mugen Rensa o Tate!?) (1)
40. 0 Seconds To Base Destruction (基地壊滅０秒前, Kichi Kaimetsu Zerobyō Mae?) (2)
41. The Man Matoi Lost To (マトイが負けた男, Matoi ga Maketa Otoko?)
42. The Hellish Psyma Beast Army (地獄の災魔獣軍団, Jigoku no Saimajū Gundan?)
43. The Terrible Psyma Tree (戦慄の災魔ツリー, Senritsu no Saima Tsurī?)
44. Rescue File 99 (救急ファイル９９, Kyūkyū Fairu Kyūjūkyū?)
45. The Year's First Dream is a Psyma's Melody (初夢は災魔の旋律(メロディ), Hatsuyume wa Saima no Merodī?)
46. The Flame-Throwing Firefighter Robo (火を吹く消防ロボ, Honō o Fuku Shōbō Robo?)
47. The Dark King! The Compensation of Revival (冥王！復活の代償, Meiō! Fukkatsu no Daishō?) (1)
48. Showdown in the Psyma Palace (決戦は災魔宮殿（パラディコ）, Kessen wa Saima Paradiko?) (2)
49. Awakening! Two Destructive Gods (覚醒！二大破壊神, Kakusei! Nidai Hakaishin?) (3)
50. Burning Rescue Spirits (燃える救急（レスキュー）魂, Moeru Resukyū-damashī?) (4)

### Films
- Kyūkyū Sentai GoGo Five: Sudden Shock! A New Warrior (救急戦隊ゴーゴーファイブ 激突！新たなる超戦士, Kyūkyū Sentai GōGō Faibu Gekitotsu! Aratanaru Chō Senshi?) (1999)
- Kyūkyū Sentai GoGo Five Super Video: The Rescue Spirit Five Doctrines (?) (1999)
- Kyūkyū Sentai GoGo Five vs. Gingaman (救急戦隊ゴーゴーファイブＶＳギンガマン, Kyūkyū Sentai GōGō Faibu tai Gingaman?) (2000)
- Mirai Sentai Timeranger vs. GoGo Five (未来戦隊タイムレンジャーＶＳゴーゴーファイブ, Mirai Sentai Taimurenjā tai GōGō Faibu?) (2001)

## Distribution
Les héros
- Ryūichirō Nishioka : Matoi Tatsumi /Gô Red
- Kenji Taniguchi : Nagare Tatsumi /Gô Blue
- Atsushi Harada : Shô Tatsumi / Gô Green
- Kenji Shibata : Daimon Tatsumi / Gô Yellow
- Monika Sakaguchi : Matsuri Tatsumi /Gô Pink

Soutien
- Mike Maki : Docteur Mondo Tatsumi
- : (voix : Sayaka Aida) Analyse Robot Mint

La famille Saima
- Miho Yamada : Daimajo Gurandīn (épisodes 11-12, 25-50)
- Saima Siblings (épisodes 2-50)

## Commentaires
- GoGo Five est la troisième série sentai à avoir un escadron dont les cinq membres font partie de la même famille (la première étant Flashman). C'est également la seconde série sentai après Sun Vulcan, à situer le quartier général des méchants au Pôle Nord.